# Уд
Уд или екстремитет представља крајњи део тела код човека или животиња. Код човека, горњи удови се називају руке, а доњи ноге и повезани су са торзоом.
Животиње користе удове углавном за ходање, трчање или пењање, и у ту сврху и горњи и доњи удови обављају исту функцију што се разликује од човека, који горње удове користи за обављање свакодневних активности, а доње за кретање.